# Nilay Cennetkuşu
Nilay Cennetkuşu (Ankara, 24 de novembre de 1984) és una actriu de teatre, de veu, de sèries de TV (Muhteşem Yüzyıl, Halil İbrahim Sofrası, Ay Tutulması, Yahşi Cazibe, Kanıt i Eşref Saati) i cinema turca. Va estudiar teatre a la Universitat d'Ankara, entre 2003 i 2007.
En la pel·lícula Signora Enrica (turc: Sinyora Enrica ile İtalyan Olmak, català: Ser italià amb la senyora Enrica) va actuar amb Claudia Cardinale.